# 港譽智慧城市服務
東勝中國控股有限公司，簡稱東勝中國控股和東勝中國（英語：Orient Victory China Holdings Limited，港交所：0265），前身為「南華集團有限公司」和「德利投資有限公司」，在1972年由多名股東創立，1972年12月12日上市。在1992年8月12日，由吳鴻生（前主席）收購而來。
主席為石保棟。業務要銷售機票及旅遊套票、提供酒店房間預訂及其他旅遊相關服務、應用軟件推行及推廣、其他資訊科技相關服務、物業投資及發展、及珠寶製品之製造和貿易業務。總部位於香港。
旗下上市公司包括南華置地有限公司，以及南華金融控股有限公司。
而在2011年10月19日，集團計劃以實物派方式，注入衛星應用業務，原有業務購回主要股東，同時更名為中國北斗控股有限公司，但由於受到歐債危機，加上審批程序時間很長，因此交易已在2012年1月10日告吹。

## 外部連結
- orientvictorychina.com.hk （页面存档备份，存于）